# هیتس‌آکر
شهر هیتس‌آکردر ایالت نیدرزاکسن در کشور آلمان واقع شده‌است.